# Vertova
Vertova – miejscowość i gmina we Włoszech, w regionie Lombardia, w prowincji Bergamo.
Według danych na styczeń 2009 gminę zamieszkiwały 4832 osoby przy gęstości zaludnienia 303,9 os./1 km².